# Lista de deputados estaduais de Santa Catarina da 18.ª legislatura
Lista dos deputados estaduais de Santa Catarina - 18ª legislatura (2015 – 2019).

## Composição das bancadas
| Partido | Líder                | Bancada | Posição      |
| ------- | -------------------- | ------- | ------------ |
| PMDB    | Valdir Cobalchini    | 10 / 40 | Governo      |
| PSD     | Darci de Matos       | 9 / 40  | Governo      |
| PT      | Luciane Carminatti   | 5 / 40  | Oposição     |
| PP      | José Milton Scheffer | 4 / 40  | Governo      |
| PSDB    | Marcos Vieira        | 4 / 40  | Governo      |
| PSB     | Claiton Salvaro      | 2 / 40  | Independente |
| PR      | Natalino Lazare      | 2 / 40  | Governo      |
| PDT     | Rodrigo Minotto      | 1 / 40  | Governo      |
| DEM     | Narcizo Parisotto    | 1 / 40  | Governo      |
| PPS     | Ricardo Guidi        | 1 / 40  | Governo      |
| PCdoB   | Cesar Valduga        | 1 / 40  | Oposição     |

## Deputados estaduais
Deputados estaduais eleitos em 5 de outubro de 2014.
Assumiram o cargo em 1 de fevereiro de 2015.
| Número | Deputado estadual por votação | Partido | Votação | Cidade onde nasceu    | Unidade federativa |
| 55123  | Gelson Merisio                | PSD     | 119.280 | Xaxim                 | Santa Catarina     |
| 55111  | José Nei Ascari               | PSD     | 72.790  | Grão-Pará             | Santa Catarina     |
| 55777  | Ismael dos Santos             | PSD     | 66.818  | Blumenau              | Santa Catarina     |
| 55858  | Milton Hobus                  | PSD     | 66.271  | Rio do Sul            | Santa Catarina     |
| 15200  | Valdir Cobalchini             | PMDB    | 62.865  | São Lourenço do Oeste | Santa Catarina     |
| 15010  | Aldo Schneider                | PMDB    | 58.646  | Agrolândia            | Santa Catarina     |
| 15650  | Gean Loureiro                 | PMDB    | 58.239  | Florianópolis         | Santa Catarina     |
| 55800  | Jean Kuhlmann                 | PSD     | 56.468  | Blumenau              | Santa Catarina     |
| 15220  | Mauro de Nadal                | PMDB    | 54.110  | Caibi                 | Santa Catarina     |
| 55000  | Darci de Matos                | PSD     | 53.321  | Cafelândia            | Paraná             |
| 45145  | Serafim Venzon                | PSDB    | 50.232  | Botuverá              | Santa Catarina     |
| 11234  | José Milton Scheffer          | PP      | 49.489  | Sombrio               | Santa Catarina     |
| 15444  | Carlos Chiodini               | PMDB    | 49.233  | Jaraguá do Sul        | Santa Catarina     |
| 45699  | Marcos Vieira                 | PSDB    | 48.287  | Florianópolis         | Santa Catarina     |
| 15015  | Ada de Luca                   | PMDB    | 47.813  | Criciúma              | Santa Catarina     |
| 13601  | Luciane Carminatti            | PT      | 45.248  | Chapecó               | Santa Catarina     |
| 25104  | Narcizo Parisotto             | DEM     | 44.365  | Concórdia             | Santa Catarina     |
| 55100  | Kennedy Nunes                 | PSD     | 44.019  | Joinville             | Santa Catarina     |
| 45678  | Leonel Pavan                  | PSDB    | 43.470  | Sarandi               | Rio Grande do Sul  |
| 15270  | Romildo Titon                 | PMDB    | 42.264  | Tangará               | Santa Catarina     |
| 45999  | Vicente Caropreso             | PSDB    | 41.089  | Blumenau              | Santa Catarina     |
| 11311  | Silvio Dreveck                | PP      | 40.518  | Campo Alegre          | Santa Catarina     |
| 15700  | Antonio Aguiar                | PMDB    | 39.714  | Canoinhas             | Santa Catarina     |
| 15180  | Moacir Sopelsa                | PMDB    | 39.041  | Concórdia             | Santa Catarina     |
| 13120  | Neodi Saretta                 | PT      | 37.977  | Jaborá                | Santa Catarina     |
| 13313  | Ana Paula Lima                | PT      | 36.893  | Curitiba              | Paraná             |
| 55555  | Maurício Eskudlark            | PSD     | 36.280  | Canoinhas             | Santa Catarina     |
| 55282  | Gabriel Ribeiro               | PSD     | 36.187  | Lages                 | Santa Catarina     |
| 15234  | Dirce Heiderscheidt           | PMDB    | 35.997  | Ituporanga            | Santa Catarina     |
| 11333  | João Amin                     | PP      | 34.666  | Florianópolis         | Santa Catarina     |
| 13987  | Pedro Baldissera              | PT      | 33.732  | Caxambu do Sul        | Santa Catarina     |
| 13450  | Dirceu Dresch                 | PT      | 33.220  | Saudades              | Santa Catarina     |
| 11166  | Valmir Comin                  | PP      | 32.730  | Siderópolis           | Santa Catarina     |
| 23456  | Ricardo Guidi                 | PPS     | 31.704  | Criciúma              | Santa Catarina     |
| 22580  | Mário Marcondes               | PR      | 27.627  | São João Batista      | Santa Catarina     |
| 12345  | Rodrigo Minotto               | PDT     | 26.929  | Criciúma              | Santa Catarina     |
| 22225  | Natalino Lazare               | PR      | 20.932  | Arroio Trinta         | Santa Catarina     |
| 40123  | Patrício Destro               | PSB     | 19.392  | Joinville             | Santa Catarina     |
| 65123  | César Valduga                 | PCdoB   | 18.244  | Campos Novos          | Santa Catarina     |
| 40110  | Claiton Salvaro               | PSB     | 14.986  | Criciúma              | Santa Catarina     |